# Урняк (Чекмагушевский район)
Урняк (баш. Үрнәк) — село в Чекмагушевском районе Башкортостана, центр Урнякского сельсовета.

## Географическое положение
Расстояние до:
- районного центра (Чекмагуш): 15 км,
- ближайшей ж/д станции (Буздяк): 82 км.

## История
Деревня Карачуково известна с 1719 года.
В 1860 году центр волости был переведён из села Байгильдино (Юмашево) в Каракучук. Южную часть села Каракучук называли Урняк. В 1930 году Урняк и Каракучук получили одно название — Урняк; название Каракучук перестали использовать в официальных документах.

## Население
| 2002 | 2009 | 2010 |
| ---- | ---- | ---- |
| 830  | ↘792 | ↘665 |

Национальный состав
Согласно переписи 2002 года, преобладающие национальности — татары (62 %), башкиры (36 %).

## Религия
В селе есть мечеть.

## Известные жители
- Мазитов, Яудат Зиганурович (р. 1943) — Герой Социалистического Труда.